# Irvin Cohen
Irvin Sol Cohen (* 1917; † 14. Februar 1955) war ein US-amerikanischer Mathematiker.
Cohen wurde 1942 bei Oscar Zariski an der Johns Hopkins University promoviert (The Structure and Ideal Theory of Local Rings). Ab 1948 war er am Massachusetts Institute of Technology, wo er Professor wurde.
Cohen befasste sich vor allem mit kommutativer Algebra. Nach ihm und Francis Macaulay sind Cohen-Macaulay-Ringe (entstanden aus seiner Dissertation) benannt sowie die auf ihn und Abraham Seidenberg zurückgehenden Sätze von Cohen-Seidenberg.